# Konserwatorium Petersburskie
Petersburskie Państwowe Konserwatorium im. Nikołaja Rimskiego-Korsakowa (ros. Санкт-Петербургская государственная консерватория имени Н.А. Римского-Корсакова) – najstarsza wyższa szkoła muzyczna w Rosji, utworzona w 1862 roku. Jest, wraz z  Konserwatorium Moskiewskim, jedną z najlepszych rosyjskich uczelni muzycznych, która wykształciła wiele pokoleń doskonałych muzyków, kompozytorów i teoretyków, niejednokrotnie o sławie światowej.

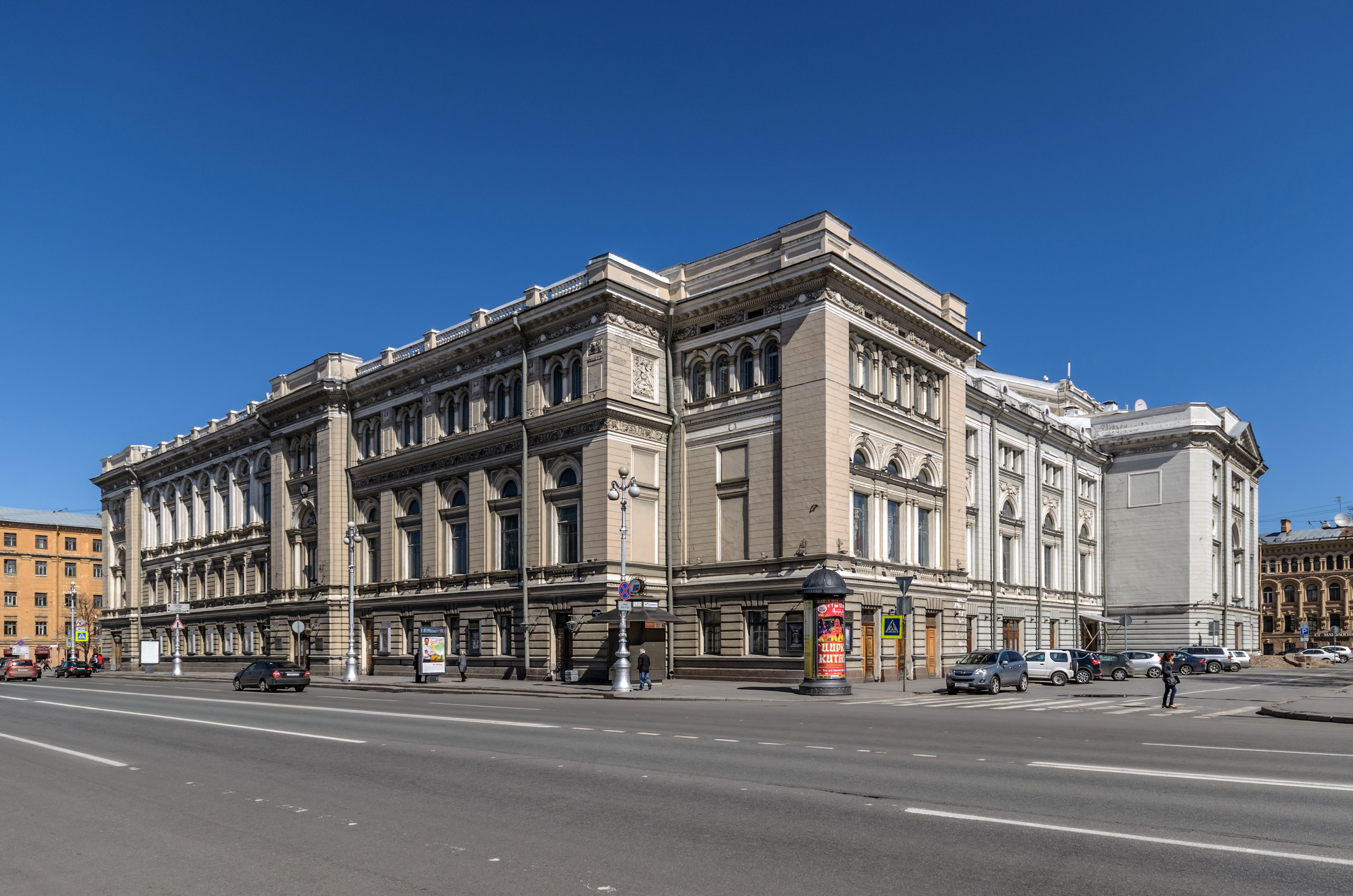
Budynek konserwatorium (2013)

Założycielem Konserwatorium był Anton Rubinstein, a pierwsi wykładowcy to m.in. Polacy Henryk Wieniawski, Teodor Leszetycki, a także Ernesto Cavallini, Leopold Auer, Nikołaj Rimski-Korsakow, Aleksandr Głazunow. Jednym z pierwszych absolwentów w 1865 roku w klasie kompozycji był Piotr Czajkowski, a po nim m.in. Anatolij Ladow, Witold Maliszewski, Nikołaj Miaskowski, Siergiej Prokofjew, Jascha Heifetz, Olga Olgina, Dmitrij Szostakowicz.